# Anna Ciepielewska
Anna Ciepielewska (sinh ngày 7 tháng 1 năm 1936 - mất ngày 20 tháng 5 năm 2006) là một nữ diễn viên người Ba Lan.

## Thành tích nghệ thuật
| Năm  | Tựa đề                    | Vai diễn                 | Ghi chú          |
| ---- | ------------------------- | ------------------------ | ---------------- |
| 1957 | Trzy kobiety              | Celina                   |                  |
| 1957 | Koniec nocy               | Danusia                  |                  |
| 1961 | Mother Joan of the Angels | Małgorzata               |                  |
| 1963 | Troje i las               | Hania                    |                  |
| 1963 | Passenger                 | Marta                    |                  |
| 1963 | Przygoda noworoczna       | Helena                   |                  |
| 1964 | Pieciu                    | Maryjka (vợ của Wala)    |                  |
| 1965 | Beata                     | Karska                   |                  |
| 1965 | Obok prawdy               | Miska                    |                  |
| 1965 | Three Steps on Earth      | Dr. Wysocka              |                  |
| 1966 | Marysia i Napoleon        | Nữ phục vụ phòng - Marta |                  |
| 1967 | Dluga noc                 | Katarzyna Katjanowa      |                  |
| 1968 | Weekend z dziewczyna      | Anna                     |                  |
| 1970 | Paragon, gola!            |                          |                  |
| 1973 | Stawiam na Tolka Banana   | Mẹ của Karioka           |                  |
| 1975 | Orzel i reszka            | Teresa                   |                  |
| 1976 | Faust                     | Marta                    | Phim truyền hình |
| 1977 | Bezkresne laki            | Marta                    |                  |
| 1977 | Tanczacy jastrzab         | Thư ký Basia             |                  |
| 1980 | Cma                       |                          |                  |
| 1981 | Biale tango               | Zofia Majewska           | Phim truyền hình |
| 1982 | Niech cie odleci mara     | Mẹ của Witek             |                  |
| 1983 | Slona róza                | Hrusowa                  |                  |
| 1983 | Do góry nogami            |                          |                  |
| 1984 | Psychoterapia             | Mẹ của Anna              | Phim truyền hình |
| 1988 | Amerykanka                |                          |                  |
| 1989 | The Last Ferry            | Marecka                  |                  |
| 1989 | Dorastanie                | Mẹ của Basia             | Phim truyền hình |
| 1992 | Po wlasnym pogrzebie      | Maria Wójcikowa          | Phim truyền hình |
| 1992 | Koniec gry                | Mẹ của Janusz            |                  |
| 1992 | Listopad                  | Mẹ của Sara              |                  |
| 1992 | Zwolnieni z zycia         |                          |                  |
| 1992 | Tak tak                   |                          |                  |
| 1997 | Taranthriller             | Matka                    |                  |
| 1998 | Spona                     | Wieckowska               |                  |